# 430 kilomètres de Silverstone 1991
Navigation
Édition précédente Édition suivante
Les 430 kilomètres de Silverstone 1991 (officiellement appelé le Castrol BRDC Empire Trophy), disputées le 19 mai 1991 sur le Circuit de Silverstone ont été la troisième manche du Championnat du monde des voitures de sport 1991.

## La course

### Classement de la course
Voici le classement officiel au terme de la course,.
- Les premiers de chaque catégorie du championnat du monde sont signalés par un fond jaune.
- Pour la colonne Pneus, il faut passer le curseur au-dessus du modèle pour connaître le manufacturier de pneumatiques.
- Les voitures ne réussissant pas à parcourir 90% de la distance du gagnant sont non classées (NC).

| Pos    | Classe | no | Écurie                                  | Pilotes                             | Châssis                            | Pneus | Tours | Temps               |
| Pos    | Classe | no | Écurie                                  | Pilotes                             | Moteur                             | Pneus | Tours | Temps               |
| ------ | ------ | -- | --------------------------------------- | ----------------------------------- | ---------------------------------- | ----- | ----- | ------------------- |
| 1      | C1     | 4  | Silk Cut Jaguar                         | Teo Fabi Derek Warwick              | Jaguar XJR-14                      | G     | 83    | 2 h 12 min 30 s 045 |
| 1      | C1     | 4  | Silk Cut Jaguar                         | Teo Fabi Derek Warwick              | Cosworth HB 3.5L V8                | G     | 83    | 2 h 12 min 30 s 045 |
| 2      | C1     | 2  | Team Sauber Mercedes                    | Karl Wendlinger Michael Schumacher  | Mercedes-Benz C291                 | G     | 82    | + 1 Tour            |
| 2      | C1     | 2  | Team Sauber Mercedes                    | Karl Wendlinger Michael Schumacher  | Mercedes-Benz M291 3.5L Flat-12    | G     | 82    | + 1 Tour            |
| 3      | C1     | 3  | Silk Cut Jaguar                         | Martin Brundle                      | Jaguar XJR-14                      | G     | 79    | + 4 Tours           |
| 3      | C1     | 3  | Silk Cut Jaguar                         | Martin Brundle                      | Cosworth HB 3.5L V8 Atmo           | G     | 79    | + 4 Tours           |
| 4      | C2     | 1  | Team Sauber Mercedes                    | Jochen Mass Jean-Louis Schlesser    | Mercedes-Benz C11                  | G     | 79    | + 4 Tours           |
| 4      | C2     | 1  | Team Sauber Mercedes                    | Jochen Mass Jean-Louis Schlesser    | Mercedes-Benz M119 5.0L V8 Turbo   | G     | 79    | + 4 Tours           |
| 5      | C1     | 8  | Euro Racing                             | Cor Euser Richard Piper             | Spice SE90C                        | G     | 78    | + 5 Tours           |
| 5      | C1     | 8  | Euro Racing                             | Cor Euser Richard Piper             | Ford Cosworth DFR 3.5L V8 Atmo     | G     | 78    | + 5 Tours           |
| 6      | C1     | 5  | Peugeot Talbot Sport                    | Mauro Baldi Philippe Alliot         | Peugeot 905                        | M     | 78    | + 5 Tours           |
| 6      | C1     | 5  | Peugeot Talbot Sport                    | Mauro Baldi Philippe Alliot         | Peugeot SA35 3.5L V10 Atmo         | M     | 78    | + 5 Tours           |
| 7      | C2     | 16 | Repsol Brun Motorsport                  | Oscar Larrauri Jesús Pareja         | Porsche 962C                       | Y     | 77    | + 6 Tours           |
| 7      | C2     | 16 | Repsol Brun Motorsport                  | Oscar Larrauri Jesús Pareja         | Porsche Type-935 3.2L Flat-6 Turbo | Y     | 77    | + 6 Tours           |
| 8      | C2     | 11 | Porsche Kremer Racing                   | Manuel Reuter Harri Toivonen        | Porsche 962CK6                     | Y     | 76    | + 7 Tours           |
| 8      | C2     | 11 | Porsche Kremer Racing                   | Manuel Reuter Harri Toivonen        | Porsche Type-935 3.2L Flat-6 Turbo | Y     | 76    | + 7 Tours           |
| 9      | C2     | 13 | Courage Compétition                     | Michel Trollé Claude Bourbonnais    | Cougar C26S                        | G     | 75    | + 8 Tours           |
| 9      | C2     | 13 | Courage Compétition                     | Michel Trollé Claude Bourbonnais    | Porsche Type-935 3.2L Flat-6 Turbo | G     | 75    | + 8 Tours           |
| 10     | C2     | 17 | Repsol Brun Motorsport                  | Massimo Sigala Walter Brun          | Porsche 962C                       | Y     | 75    | + 8 Tours           |
| 10     | C2     | 17 | Repsol Brun Motorsport                  | Massimo Sigala Walter Brun          | Porsche Type-935 3.0L Flat-6 Turbo | Y     | 75    | + 8 Tours           |
| 11     | C2     | 18 | Mazdaspeed                              | David Kennedy Maurizio Sandro Sala  | Mazda 787                          | D     | 74    | + 9 Tours           |
| 11     | C2     | 18 | Mazdaspeed                              | David Kennedy Maurizio Sandro Sala  | Mazda R26B 2.6L 4-Rotor            | D     | 74    | + 9 Tours           |
| 12 Nc. | C2     | 14 | Team Salamin Primagaz                   | Antoine Salamin Max Cohen-Olivar    | Porsche 962C                       | G     | 49    | + 34 Tours          |
| 12 Nc. | C2     | 14 | Team Salamin Primagaz                   | Antoine Salamin Max Cohen-Olivar    | Porsche Type-935 3.0L Flat-6 Turbo | G     | 49    | + 34 Tours          |
| Abd.   | C1     | 6  | Peugeot Talbot Sport                    | Keke Rosberg Yannick Dalmas         | Peugeot 905                        | M     | 50    | Moteur              |
| Abd.   | C1     | 6  | Peugeot Talbot Sport                    | Keke Rosberg Yannick Dalmas         | Peugeot SA35 3.5L V10 Atmo         | M     | 50    | Moteur              |
| Abd.   | C2     | 21 | Konrad Motorsport                       | Franz Konrad Tiff Needell           | Porsche 962C                       | G     | 35    | Echappement         |
| Abd.   | C2     | 21 | Konrad Motorsport                       | Franz Konrad Tiff Needell           | Porsche Type-935 3.2L Flat-6 Turbo | G     | 35    | Echappement         |
| Abd.   | C2     | 59 | Team Salamin Primagaz Team Schuppan     | Eje Elgh Jonathan Palmer            | Porsche 962C                       | D     | 33    | Moteur              |
| Abd.   | C2     | 59 | Team Salamin Primagaz Team Schuppan     | Eje Elgh Jonathan Palmer            | Porsche Type-935 3.2L Flat-6 Turbo | D     | 33    | Moteur              |
| Abd.   | C2     | 12 | Courage Compétition                     | Marco Brand (en) François Migault   | Cougar C26S                        | G     | 6     | Abandon             |
| Abd.   | C2     | 12 | Courage Compétition                     | Marco Brand (en) François Migault   | Porsche Type-935 3.2L Flat-6 Turbo | G     | 6     | Abandon             |
| Np.    | C1     | 60 | Louis Descartes Chamberlain Engineering | Mercedes Stermitz (de) John Sheldon | Spice SE89C                        | G     | -     | Moteur              |
| Np.    | C1     | 60 | Louis Descartes Chamberlain Engineering | Mercedes Stermitz (de) John Sheldon | Ford Cosworth DFZ 3.5L V8 Atmo     | G     | -     | Moteur              |
| Nq.    | C1     | 7  | Louis Descartes                         | Luigi Taverna Philippe de Henning   | ALD C91                            | G     | -     | Accident            |
| Nq.    | C1     | 7  | Louis Descartes                         | Luigi Taverna Philippe de Henning   | Ford Cosworth DFR 3.5L V8 Atmo     | G     | -     | Accident            |

## Pole position et record du tour
- Pole position :  Martin Brundle (#4 Silk Cut Jaguar) en 1 min 27 s 478
- Meilleur tour en course :  Martin Brundle (#3 Silk Cut Jaguar) en 1 min 29 s 372

## À noter
- Longueur du circuit : 5,226 km
- Distance parcourue par les vainqueurs : 433,720 km